# میلشین
میلشین (به چکی: Milešín) یک منطقهٔ مسکونی در جمهوری چک است که در ناحیه ژدار ناد سازاووو واقع شده‌است. میلشین ۲٫۹۲ کیلومتر مربع مساحت و ۸۸ نفر جمعیت دارد و ۵۳۷ متر بالاتر از سطح دریا واقع شده‌است.